# Dziwaczek maskowy
Dziwaczek maskowy, dziwaczek (Pithys albifrons) – gatunek małego ptaka z rodziny chronkowatych (Thamnophilidae). Zasiedla północną część Ameryki Południowej. Nie jest zagrożony.

## Podgatunki i zasięg występowania
Wyróżnia się dwa podgatunki P. albifrons:
- P. a. albifrons (Linnaeus, 1766) – południowa Wenezuela, Gujana, Surinam, Gujana Francuska oraz północna i północno-wschodnia Brazylia (na północ od Amazonki)
- P. a. peruvianus Taczanowski, 1884 – zachodnia Amazonia, na południu po środkowe Peru; proponowany podgatunek brevibarba uznany za jego synonim.

## Morfologia
Długość ciała wynosi 11–13 cm, masa ciała 18–25 g. Głowa czarna, z przodu biały pióropusz. Wierzch ciała głównie szary, spód pomarańczowobrązowy.

## Ekologia i zachowanie
Środowiskiem życia tego gatunku są dolne piętra wilgotnych lasów równikowych. Zjada prawie wyłącznie owady i inne drobne zwierzęta, spłoszone przez maszerujące po dnie lasu mrówki. Rzuca się wtedy na upatrzonego owada i szybko znika w gąszczu. Gniazdo buduje na drzewie. Samiec i samica na zmianę wysiadują 2 lub 3 jaja.

## Status
Międzynarodowa Unia Ochrony Przyrody (IUCN) uznaje dziwaczka maskowego za gatunek najmniejszej troski (LC – least concern) nieprzerwanie od 1988 roku. Liczebność populacji nie została oszacowana, ale ptak ten opisywany jest jako dość pospolity. BirdLife International uznaje trend liczebności za spadkowy ze względu na wylesianie w obrębie zasięgu występowania gatunku.